# Bana (Sankhuwasabha)
Bana – gaun wikas samiti we wschodniej części Nepalu w strefie Kośi w dystrykcie Sankhuwasabha. Według nepalskiego spisu powszechnego z 2001 roku liczył on 1046 gospodarstw domowych i 5635 mieszkańców (2837 kobiet i 2798 mężczyzn).